# ムンスア
ムンスア（韓: 문수아、中: 文秀雅 、英: Moon Sua、1999年9月9日 - ）は、韓国のアイドル、ラッパーで、女性アイドルグループ・Billlieのメンバー。MYSTIC STORY所属。兄は男性アイドルグループ・ASTROのムンビン。

## 来歴
忠清北道清州市生まれ。幼い頃に実兄であるムンビン（ASTRO）とダンスを始めたことでダンスに対して興味を持ち、練習をするようになった。目標としているアーティストは、テミン（SHINee）であり、たくさんのオーラがあり言葉では説明できないほど尊敬しているという。
2010年5月31日、YGエンターテインメントに練習生として所属。2012年には映画『Future 2NE1（4years later）』に出演。。
2015年9月11日、Mnet制作のサバイバル番組「Unpretty Rapstar 2」に出演し、同年11月14日に番組のパフォーマンスソング「WhoAmI」に参加した。
その後、MYSTIC STORYに所属し、2021年11月10日にはBilllieのメンバーとしてデビューした。
2023年2月8日 - 、同じくBilllieのつき、WOOAHのナナと共にMBC MUSICの音楽番組「SHOW CHAMPION」の司会として抜擢。

## 作品

### 参加楽曲
| 発売日         | 楽曲   | 収録アルバム                                |
| -------------- | ------ | ------------------------------------------- |
| 2015年11月14日 | WhoAmI | Unpretty Rapstar 2 FINAL X SEMI FINAL Part. |

## 出演

### テレビ番組
- Unpretty Rapstar 2（2015年9月11日 - 11月13日、Mnet）
- SHOW CHAMPION（2023年2月8日 - 、MBC MUSIC）- 司会